# Roswitha Dierck
Roswitha Dierck (* 20. März 1947 in Kiel) ist eine deutsche Schauspielerin.

## Leben
Dierck studierte von 1971 bis 1974 an der Hochschule für Musik und darstellende Kunst Hamburg. Sie spielte unter anderem am Schleswig-Holsteinischen Landestheater, am Hamburger Schauspielhaus, am Theater am Kurfürstendamm, Berlin und am Theater am Dom in Köln. Im Fernsehen spielte Dierck kleinere Rollen in Serien wie Lindenstraße, Der Alte, Marienhof, Siska, Bloch und Unter uns. Zudem war sie in vielen Filmfällen bei Aktenzeichen XY… ungelöst zu sehen.

## Filmografie (Auswahl)
- 1984: Andreas Hofer (Raffl?)
- 1989: Bumerang – Bumerang (Fernsehfilm)
- 1989–1991: Derrick (Fernsehserie, zwei Folgen)
- 1990: Ein anderer Liebhaber (Fernsehfilm)
- 1990: Der Alte (Fernsehserie, eine Folge)
- 1990: Heidi und Erni (Fernsehserie, eine Folge)
- 1991: Anwalt Abel (Fernsehserie, eine Folge)
- 1992: Lilli Lottofee (Fernsehserie, eine Folge)
- 1994: Die Kommissarin (Fernsehserie, eine Folge)
- 1995: Vogel Fliegen (Bird Fly)
- 1996: Der Bulle von Tölz (Fernsehserie, eine Folge)
- 1996: Aus heiterem Himmel (Fernsehserie, eine Folge)
- 1997: Der Fahnder (Fernsehserie, zwei Folgen)
- 1997: Kalkuliertes Risiko (Fernsehfilm)
- 1997: Lindenstraße (Fernsehserie, zwei Folgen)
- 1998: Unter uns (Fernsehserie, zwei Folgen)
- 1999–2004: Marienhof (Fernsehserie, 6 Folgen)
- 2000: Zimmer mit Frühstück (Fernsehfilm)
- 2000: SOKO München (Fernsehserie, eine Folge)
- 2000: Bei aller Liebe (Fernsehserie, eine Folge)
- 2001: Ein unmöglicher Mann (Fernsehserie)
- 2002: Tierarzt Dr. Engel (Fernsehserie, eine Folge)
- 2002: Germanija
- 2003: Er oder keiner (Fernsehfilm)
- 2004: Der Ferienarzt (Fernsehserie, eine Folge)
- 2005: Siska (Fernsehserie, eine Folge)
- 2005: Die Schwarzwaldklinik – Neue Zeiten (Fernsehfilm)
- 2006: Zwei Millionen suchen einen Vater (Fernsehfilm)
- 2008: Rosamunde Pilcher – Pfeile der Liebe (Fernsehfilmreihe)
- 2008: Bloch: Vergeben, nicht vergessen
- 2013: Engel der Gerechtigkeit – Kopfgeld (Fernsehfilm)
- 2014: Donna Leon – Reiches Erbe